# Iris Sihvonen
Iris Hellin Sihvonen (* 22. April 1940 in Liperi; † 29. Mai 2010 in Valkeakoski) war eine finnische Eisschnellläuferin.

## Werdegang
Sihvonen, die für den FC Haka aus Valkeakoski startete, nahm von 1951 bis 1961 an nationalen Rennen teil und wurde in den Jahren 1953, 1955 sowie 1958 finnische Juniorenmeisterin im Mehrkampf. International trat sie erstmals bei der Mehrkampfweltmeisterschaft 1955 in Kuopio in Erscheinung, wobei sie den achten Platz im Mini-Mehrkampf errang. In der Saison 1955/56 siegte sie bei den finnischen Mehrkampfmeisterschaften und kam bei der Mehrkampfweltmeisterschaft 1956 in Kvarnsveden auf den sechsten Platz im Mini-Mehrkampf. In den folgenden Jahren lief sie bei der Mehrkampfweltmeisterschaft 1957 in Imatra erneut auf den sechsten Platz, bei der Mehrkampfweltmeisterschaft 1958 in Kristinehamn auf den 11. Rang und bei der Mehrkampfweltmeisterschaft 1959 in Jekaterinburg auf den siebten Platz im Mini-Mehrkampf. Zudem wurde sie in den Jahren 1957 und 1959 jeweils Zweite bei den finnischen Mehrkampfmeisterschaften. Nach Platz drei bei den finnischen Mehrkampfmeisterschaften 1960 und Rang sieben im Mini-Mehrkampf bei der Mehrkampfweltmeisterschaft 1960 in Östersund zu Beginn der Saison 1959/60, nahm sie bei den Olympischen Winterspielen 1960 in Squaw Valley an allen vier Läufen teil. Dabei belegte sie den 12. Platz über 3000 m, den 11. Rang über 500 m, den zehnten Platz über 1000 m und den sechsten Platz über 1500 m. Im folgenden Jahr errang sie bei den finnischen Mehrkampfmeisterschaften nochmals den dritten Platz und startete bei der Mehrkampfweltmeisterschaft 1961 in Tønsberg letztmals international, wobei sie den 18. Platz im Mini-Mehrkampf errang.

## Erfolge

### Olympische Spiele
- 1960 Squaw Valley: 6. Platz 1500 m, 10. Platz 1000 m, 11. Platz 500 m, 12. Platz 3000 m

### Mehrkampf-Weltmeisterschaften
- 1955 Kuopio: 8. Platz Mini-Mehrkampf
- 1956 Kvarnsveden: 6. Platz Mini-Mehrkampf
- 1957 Imatra: 6. Platz Mini-Mehrkampf
- 1958 Kristinehamn: 11. Platz Mini-Mehrkampf
- 1959 Jekaterinburg: 7. Platz Mini-Mehrkampf
- 1960 Östersund: 7. Platz Mini-Mehrkampf
- 1961 Tønsberg: 18. Platz Mini-Mehrkampf

## Persönliche Bestzeiten
| Disziplin | Zeit        | Datum            | Ort          |
| --------- | ----------- | ---------------- | ------------ |
| 500 m     | 48,1 s      | 20. Februar 1960 | Squaw Valley |
| 1000 m    | 1:37,3 min  | 22. Februar 1960 | Squaw Valley |
| 1500 m    | 2:29,7 min  | 21. Februar 1960 | Squaw Valley |
| 3000 m    | 5:35,2 min  | 24. Februar 1960 | Squaw Valley |
| 5000 m    | 10:04,8 min | 13. Februar 1955 | Kuopio       |